# Ахад ібн Азгар
Ахад ібн Азгар (д/н — 1076) — 10-й емір Волзької Болгарії у 1061—1076 роках.

## Життєпис
Походив з династії Дуло, суварської гілки. Син еміра Азгара, булгарське ім'я — Мосха. Ахад є неповним арабським ім'ям цього володаря. Обіймав посаду намісника області Кашан десь з кінця 1050-х років.
Посів трон 1061 року після смерті батька. Намагався послабити суперечності між купецтвом і військовою аристократією, між мусульманами та поганами. Проводив більш помірковану ісламізацію з огляду на попередні повстання. Також поряд з титулом еміра все частіше використовувався титул кан (змінений хан).
Крім того, доводилося протистояти тиску половецьких орд, які дедалі більше вдиралися в булгарські землі або перешкоджали торговельним шляхам. Відомий його похід проти хана Ясіня з невідомим результатом.
У 1073—1076 роках декілька разів відправляв війська на Ростовську і Суздальську землі Київської держави, користуючись боротьбою за владу в ній. 1076 року під впливом купецтва уклав мирний договір з великим князем Святославом Ярославичем. Також повернув столицю до Великого Болгару з Біляру. Така політика зустріла невдоволення військової знаті, яка влаштувала заколот, внаслідок чого Ахада було повалено. Новим еміром став його стрийко Адам ібн Ашрафхан.